# أحمد عماد
أحمد عماد (9 أغسطس 1995) ممثل مصري .

## عن حياته
يعتبر من الوجوه الجديد في عالم التمثيل

## أعماله
- بنطلون جوليت
- ونيس وأيامه (ج7)
- يوميات ونيس وأحفاده (ج6)
- الدادة دودي
- كلام في الحب
- الليل وآخره
- ظل الرئيس

## روابط خارجية
- أحمد عماد على موقع الدهليز
- أحمد عماد على موقع قاعدة بيانات الأفلام العربية